# Tổng thống Ecuador
Tổng thống Ecuador (tiếng Tây Ban Nha: Presidente del Ecuador), chính thức được gọi là Tổng thống Hợp hiến của Cộng hòa Ecuador (tiếng Tây Ban Nha: Presidente Constitucional de la República del Ecuador), vừa là nguyên thủ quốc gia vừa là thủ tướng của Ecuador. Đây là chức vụ chính trị cao nhất trong nước với tư cách là người đứng đầu nhánh hành pháp của chính phủ. Theo hiến pháp hiện hành, tổng thống có thể phục vụ hai nhiệm kỳ bốn năm. Trước đó, tổng thống chỉ có thể phục vụ một nhiệm kỳ bốn năm.
Tổng thống hiện tại của Ecuador là Daniel Noboa, chính thức nhậm chức vào ngày 25 tháng 11 năm 2023.

## Danh sách tổng thống
| No.  | Chân dung | Tên (Sinh–Mất)                            | Thời gian tại nhiệm | Thời gian tại nhiệm         | Đảng phái chính trị                            |
| ---- | --------- | ----------------------------------------- | ------------------- | --------------------------- | ---------------------------------------------- |
| 1    |           | Juan José Flores (1800–1864)              | May 3, 1830         | September 10, 1834          | Independent                                    |
| 2    |           | Vicente Rocafuerte (1783–1847)            | September 10, 1834  | January 31, 1839            | Independent                                    |
| (1)  |           | Juan José Flores (1800–1864)              | February 1, 1839    | March 6, 1845               | Independent                                    |
| —    |           | José Joaquín de Olmedo (1780–1847)        | March 7, 1845       | December 8, 1845            | Independent                                    |
| 3    |           | Vicente Ramón Roca (1792–1858)            | December 8, 1845    | October 15, 1849            | Independent                                    |
| —    |           | Manuel de Ascásubi (1804–1876)            | October 15, 1849    | December 7, 1850            | Independent                                    |
| 4    |           | Diego Noboa (1789–1870)                   | December 8, 1850    | September 12, 1851          | Independent                                    |
| 5    |           | José María Urvina (1808–1891)             | July 24, 1851       | October 15, 1856            | Independent                                    |
| 6    |           | Francisco Robles (1811–1893)              | October 16, 1856    | August 31, 1859             | Independent                                    |
| 7    |           | Gabriel García Moreno (1821–1875)         | January 17, 1861    | August 30, 1865             | Conservative Party                             |
| —    |           | Rafael Carvajal (1818–1881)               | August 31, 1865     | September 7, 1865           | Conservative Party                             |
| 8    |           | Jerónimo Carrión (1804–1873)              | September 7, 1865   | November 6, 1867            | Conservative Party                             |
| —    |           | Pedro José de Arteta (1797–1873)          | November 7, 1867    | January 20, 1868            | Conservative Party                             |
| 9    |           | Javier Espinosa (1815–1870)               | January 20, 1868    | January 19, 1869            | Conservative Party                             |
| —    |           | Gabriel García Moreno (1821–1875)         | January 19, 1869    | May 19, 1869                | Conservative Party                             |
| —    |           | Manuel de Ascásubi (1804–1876)            | May 19, 1869        | August 10, 1869             | Conservative Party                             |
| (7)  |           | Gabriel García Moreno (1821–1875)         | August 10, 1869     | August 6, 1875              | Conservative Party                             |
| —    |           | Francisco Xavier León (1832–1880)         | August 6, 1875      | September 15, 1875          | Conservative Party                             |
| —    |           | José Javier Eguiguren (1816–1884)         | September 15, 1875  | December 9, 1875            | Conservative Party                             |
| 10   |           | Antonio Borrero (1827–1911)               | December 9, 1875    | September 8, 1876           | Conservative Party                             |
| 11   |           | Ignacio de Veintemilla (1828–1908)        | September 8, 1876   | January 10, 1883            | Military                                       |
| 12   |           | José Plácido Caamaño (1837–1900)          | October 15, 1883    | June 30, 1888               | Conservative Party                             |
| —    |           | Pedro José Cevallos (1830–1892)           | July 1, 1888        | August 17, 1888             | Conservative Party                             |
| 13   |           | Antonio Flores Jijón (1833–1915)          | August 17, 1888     | June 10, 1892               | Republican Union Party                         |
| 14   |           | Luis Cordero Crespo (1833–1912)           | July 1, 1892        | April 16, 1895              | Republican Union Party                         |
| —    |           | Vicente Lucio Salazar (1832–1896)         | April 16, 1895      | June 5, 1895                | Conservative Party                             |
| 15   |           | Eloy Alfaro (1842–1912)                   | June 5, 1895        | August 31, 1901             | Ecuadorian Radical Liberal Party               |
| 16   |           | Leónidas Plaza (1865–1932)                | September 1, 1901   | August 31, 1905             | Ecuadorian Radical Liberal Party               |
| 17   |           | Lizardo García (1844–1937)                | September 1, 1905   | January 15, 1906            | Ecuadorian Radical Liberal Party               |
| (15) |           | Eloy Alfaro (1842–1912)                   | January 16, 1906    | August 11, 1911             | Ecuadorian Radical Liberal Party               |
| —    |           | Carlos Freile Zaldumbide (1851–1928)      | August 11, 1911     | August 31, 1911             | Ecuadorian Radical Liberal Party               |
| 18   |           | Emilio Estrada (1855–1911)                | September 1, 1911   | December 21, 1911           | Ecuadorian Radical Liberal Party               |
| —    |           | Carlos Freile Zaldumbide (1851–1928)      | December 22, 1911   | March 5, 1912               | Ecuadorian Radical Liberal Party               |
| —    |           | Francisco Andrade Marín (1841–1935)       | March 6, 1912       | August 1, 1912              | Ecuadorian Radical Liberal Party               |
| —    |           | Alfredo Baquerizo (1859–1951)             | August 1, 1912      | September 1, 1912           | Ecuadorian Radical Liberal Party               |
| (16) |           | Leónidas Plaza (1865–1932)                | September 1, 1912   | August 31, 1916             | Ecuadorian Radical Liberal Party               |
| 19   |           | Alfredo Baquerizo (1859–1951)             | September 1, 1916   | August 31, 1920             | Ecuadorian Radical Liberal Party               |
| 20   |           | José Luis Tamayo (1858–1947)              | September 1, 1920   | August 31, 1924             | Ecuadorian Radical Liberal Party               |
| 21   |           | Gonzalo Córdova (1863–1928)               | September 1, 1924   | July 9, 1925                | Ecuadorian Radical Liberal Party               |
| 22   |           | Isidro Ayora (1879–1978)                  | April 3, 1926       | August 24, 1931             | Ecuadorian Radical Liberal Party               |
| —    |           | Luis Larrea Alba (1894–1979)              | August 24, 1931     | October 15, 1931            | Ecuadorian Radical Liberal Party               |
| —    |           | Alfredo Baquerizo (1859–1951)             | October 15, 1931    | August 28, 1932             | Ecuadorian Radical Liberal Party               |
| —    |           | Carlos Freile Larrea (1876–1942)          | August 28, 1932     | September 1, 1932           | Ecuadorian Radical Liberal Party               |
| —    |           | Alberto Guerrero Martínez (1878–1941)     | September 2, 1932   | December 4, 1932            | Ecuadorian Radical Liberal Party               |
| 23   |           | Juan de Dios Martínez (1875–1955)         | December 5, 1932    | October 19, 1933            | Ecuadorian Radical Liberal Party               |
| —    |           | Abelardo Montalvo (1876–1950)             | October 20, 1933    | August 31, 1934             | Ecuadorian Radical Liberal Party               |
| 24   |           | José María Velasco Ibarra (1893–1979)     | September 1, 1934   | August 21, 1935             | Independent                                    |
| —    |           | Antonio Pons (1897–1980)                  | August 21, 1935     | September 25, 1935          | Conservative Party                             |
| —    |           | Federico Páez (1877–1974)                 | September 26, 1935  | October 23, 1937            | Independent                                    |
| —    |           | Alberto Enríquez Gallo (1894–1962)        | October 23, 1937    | August 10, 1938             | Military                                       |
| —    |           | Manuel María Borrero (1883–1975)          | August 10, 1938     | December 1, 1938            | Ecuadorian Radical Liberal Party               |
| 25   |           | Aurelio Mosquera (1883–1939)              | December 2, 1938    | November 17, 1939           | Ecuadorian Radical Liberal Party               |
| —    |           | Carlos Alberto Arroyo del Río (1893–1969) | November 18, 1939   | December 10, 1939           | Ecuadorian Radical Liberal Party               |
| —    |           | Andrés Córdova (1892–1983)                | December 11, 1939   | August 10, 1940             | Ecuadorian Radical Liberal Party               |
| —    |           | Julio Enrique Moreno (1879–1952)          | August 10, 1940     | August 31, 1940             | Ecuadorian Radical Liberal Party               |
| 26   |           | Carlos Alberto Arroyo del Río (1893–1969) | September 1, 1940   | May 28, 1944                | Ecuadorian Radical Liberal Party               |
| —    |           | Julio Teodoro Salem (1900–1968)           | May 29, 1944        | May 31, 1944                | Ecuadorian Radical Liberal Party               |
| (24) |           | José María Velasco Ibarra (1893–1979)     | June 1, 1944        | August 23, 1947             | Independent                                    |
| —    |           | Carlos Mancheno Cajas (1902–1996)         | August 23, 1947     | September 2, 1947           | Military                                       |
| 27   |           | Mariano Suárez Veintimilla (1897–1980)    | September 2, 1947   | September 17, 1947          | Conservative Party                             |
| 28   |           | C. J. Arosemena Tola (1888–1952)          | September 17, 1947  | August 31, 1948             | Independent                                    |
| 29   |           | Galo Plaza (1906–1987)                    | September 1, 1948   | August 31, 1952             | National Democratic Civic Movement             |
| (24) |           | José María Velasco Ibarra (1893–1979)     | September 1, 1952   | August 31, 1956             | Velaquista National Federation                 |
| 30   |           | Camilo Ponce Enríquez (1912–1976)         | September 1, 1956   | August 31, 1960             | Social Christian Party                         |
| (24) |           | José María Velasco Ibarra (1893–1979)     | September 1, 1960   | November 7, 1961            | Velaquista National Federation                 |
| 31   |           | C. J. Arosemena Monroy (1919–2004)        | November 7, 1961    | July 11, 1963               | Independent                                    |
| —    |           | Military Junta of 1963                    | July 11, 1963       | March 29, 1966              | Military                                       |
| —    |           | Clemente Yerovi (1904–1981)               | March 30, 1966      | November 16, 1966           | Institutionalist Democratic Coalition          |
| 32   |           | Otto Arosemena (1925–1984)                | November 16, 1966   | August 31, 1968             | Institutionalist Democratic Coalition          |
| (24) |           | José María Velasco Ibarra (1893–1979)     | September 1, 1968   | February 15, 1972           | Velaquista National Federation                 |
| —    |           | Guillermo Rodríguez Lara (born 1923)      | February 15, 1972   | January 11, 1976            | Military                                       |
| —    |           | Supreme Council of Government             | January 11, 1976    | August 10, 1979             | Military                                       |
| 33   |           | Jaime Roldós Aguilera (1940–1981)         | August 10, 1979     | May 24, 1981                | Concentration of People's Forces               |
| 34   |           | Osvaldo Hurtado (born 1939)               | May 24, 1981        | August 10, 1984             | Popular Democracy                              |
| 35   |           | León Febres Cordero (1931–2008)           | August 10, 1984     | August 10, 1988             | Social Christian Party                         |
| 36   |           | Rodrigo Borja Cevallos (born 1935)        | August 10, 1988     | August 10, 1992             | Democratic Left                                |
| 37   |           | Sixto Durán Ballén (1921–2016)            | August 10, 1992     | August 10, 1996             | Republican Unity Party                         |
| 38   |           | Abdalá Bucaram (born 1952)                | August 10, 1996     | February 6, 1997            | Ecuadorian Roldosist Party                     |
| 39   |           | Rosalía Arteaga (born 1956)               | February 6, 1997    | February 11, 1997           | Independent Movement for an Authentic Republic |
| 40   |           | Fabián Alarcón (born 1947)                | February 11, 1997   | August 10, 1998             | Alfarista Radical Front                        |
| 41   |           | Jamil Mahuad (born 1949)                  | August 10, 1998     | January 21, 2000 (deposed.) | Popular Democracy                              |
| 42   |           | Gustavo Noboa (1937–2021)                 | January 22, 2000    | January 15, 2003            | Independent                                    |
| 43   |           | Lucio Gutiérrez (born 1957)               | January 15, 2003    | April 20, 2005              | Patriotic Society Party                        |
| 44   |           | Alfredo Palacio (born 1939)               | April 20, 2005      | January 15, 2007            | Independent                                    |
| 45   |           | Rafael Correa (born 1963)                 | January 15, 2007    | May 24, 2017                | PAIS Alliance                                  |
| 46   |           | Lenín Moreno (born 1953)                  | May 24, 2017        | May 24, 2021                | PAIS Alliance                                  |
| 47   |           | Guillermo Lasso (born 1955)               | May 24, 2021        | November 25, 2023           | Creating Opportunities                         |
| 48   |           | Daniel Noboa (sinh 1987)                  | 23 tháng 11, 2023   | Đương nhiệm                 | National Democratic Action                     |